# Lophostreptus armatus
Lophostreptus armatus är en mångfotingart som beskrevs av Pocock 1896. Lophostreptus armatus ingår i släktet Lophostreptus och familjen Spirostreptidae. Inga underarter finns listade i Catalogue of Life.